# Ústí nad Labem
Ústí nad Labem  (in tedesco Aussig, in polacco Uście nad Łabą) è una città della Repubblica Ceca, capoluogo del distretto e della regione omonimi, situata alla confluenza dei fiumi Elba e Bílina. Il suo nome infatti è traducibile come "foce sul fiume Elba".
Ospita industrie alimentari, chimiche e metalmeccaniche; sono inoltre pregiate le sue porcellane.
Ústí nad Labem è un importante porto fluviale, nonché grande nodo ferroviario. La città è la settima in Repubblica Ceca per numero di abitanti.

## Monumenti e luoghi d'interesse

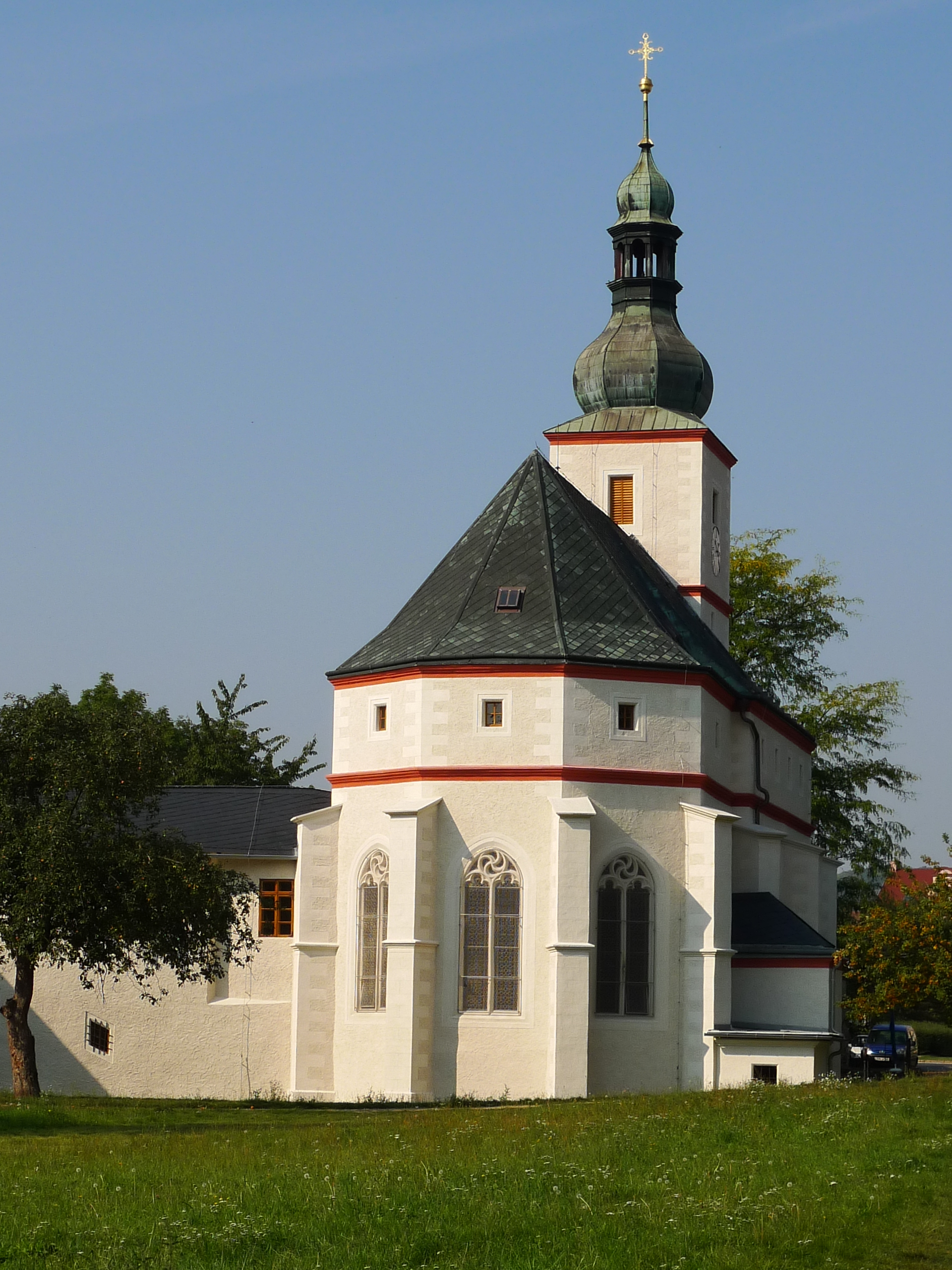
Chiesa di San Floriano

### Architetture religiose
- Chiesa dell'Assunzione della Vergine Maria
- Chiesa di Sant'Adalberto
- Chiesa di San Floriano, nella frazione di Krásné Březno
- Chiesa di San Nicola, nella frazione di  Všebořice.

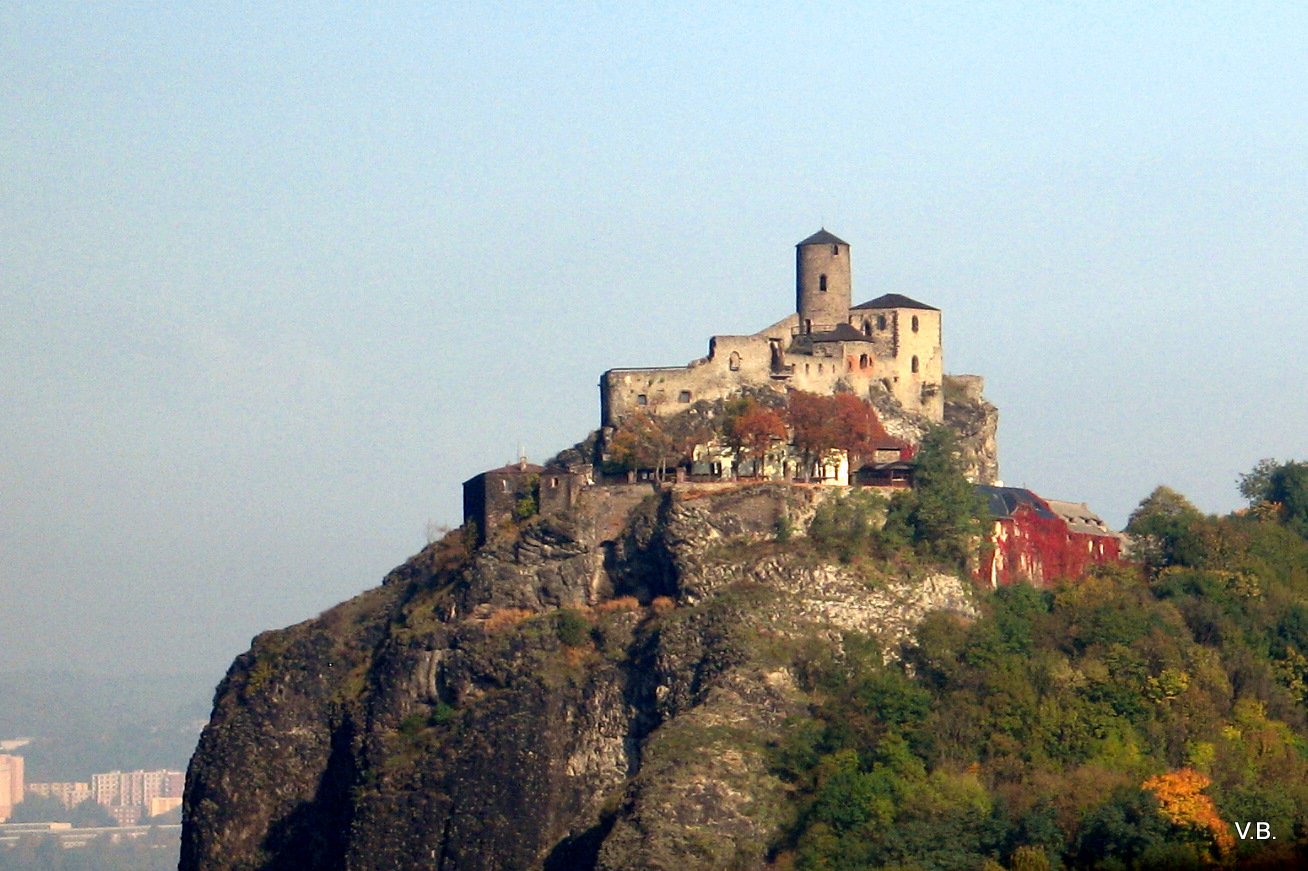
Castel Střekov

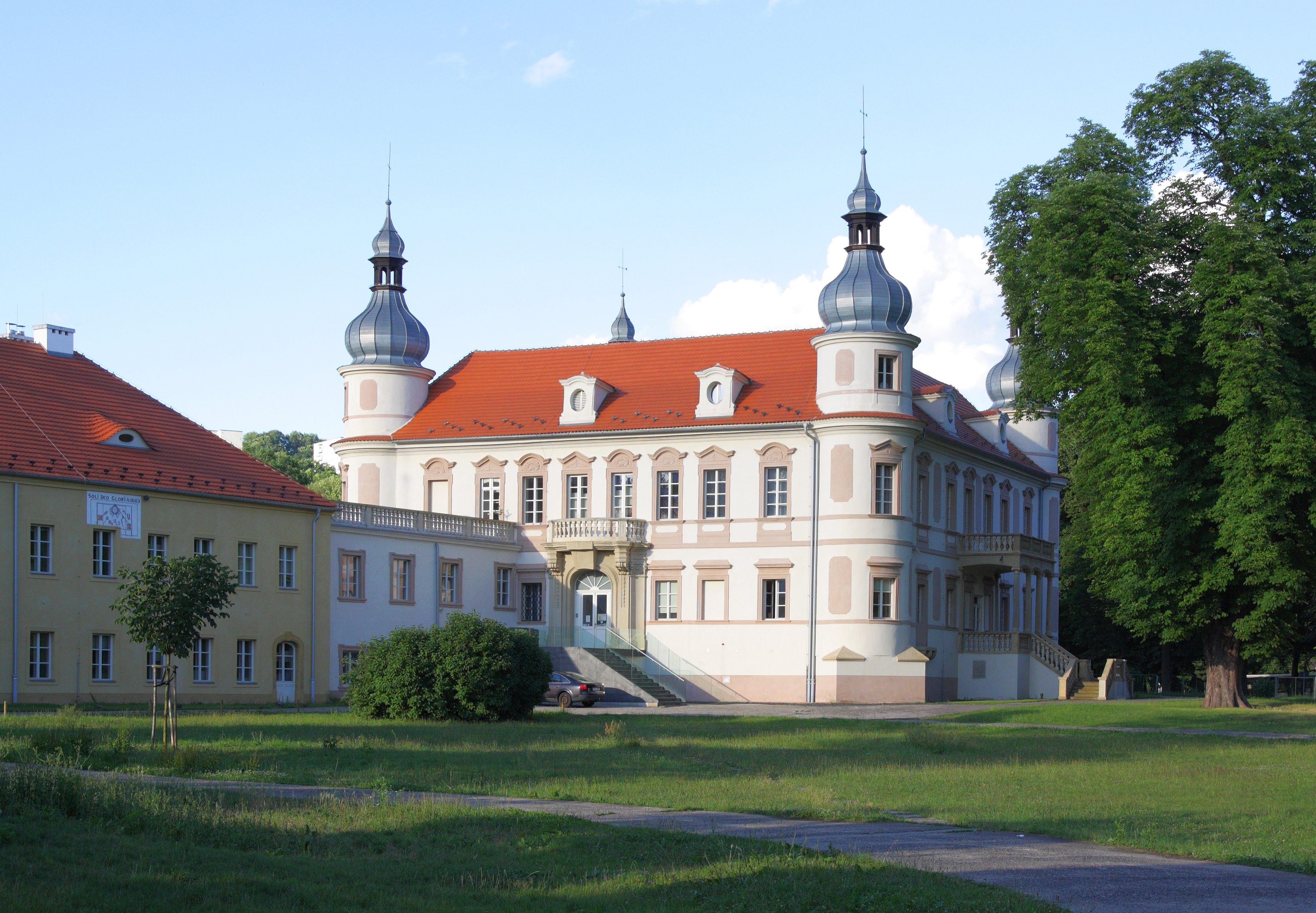
Castello di Krásné Březno

### Architetture militari
- Castello di Střekov. A difesa della via d'acqua fu edificato all'inizio del XIV secolo un castello (in ceco Střekov, in tedesco Schreckenstein), ampliato poi nel XV.  Nel XVII secolo entrò tra i possedimenti dei Lobkowicz, che sono tuttora i proprietari.[3] Gli interni storici custodiscono una esposizione storica sullo sviluppo del castello e a ricordo del soggiorno e dell'opera del compositore Richard Wagner. Il ristorante del castello, con veduta sulla valle dell'Elba, risale al XIX secolo.
- Castello di Krásné Březno, nella omonima frazione.

### Architetture civili
- Teatro dell'opera e del balletto della Boemia settentrionale
- Museo della città di Ústí nad Labem

## Amministrazione

### Gemellaggi
- Chemnitz